# Шумово (Калужская область)
Шумово — упразднённое деревня в Медынском районе Калужской области России. В настоящее время — экопоселение

## История

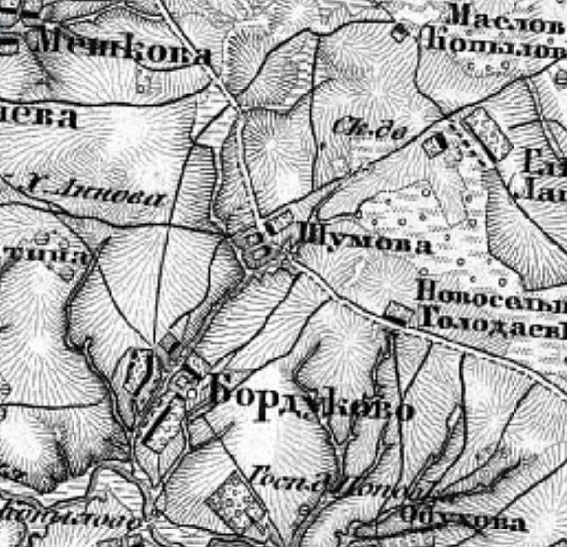
Урочище Шумово

В 1587—1586 г.г. именуется селом Шюмовым Городенского стана Медынского уезда. Находится в Михайловском поместье Дрожжина, владеют Данила Челищев и Андрей Волчков.
В 1782 году пустошь Шумова принадлежит Борису и Василию Александровичам Волчковым. Стоит по обе стороны речек Быстринка и Водянка.
В 1859 году Шумово — сельцо казённое и владельческое на тракте Медынь — Гжатск, 11 дворов, 76 жителей.
В 1891 году Шумово — деревня Романовской волости Медынского уезда.
15 ноября 1918 года через Шумово проходил отряд латышских стрелков, направленных на подавление крестьянского восстания в Медынском уезде.
21 января 1942 года немцы прорвались в направлении Мятлево — Шанский Завод в районе Шумово.
25 января 1942 года 1-я гвардейская мсд овладела Шумово и Бордуково.

## Транспорт
Находится рядом с автодорогой Медынь — Шанский Завод.